# Gran Fiesta Tour Starring The Three Caballeros
Gran Fiesta Tour Starring The Three Caballeros est un parcours scénique situé dans le pavillon du Mexique dans le parc d’attractions Epcot à Walt Disney World Resort.

## Description
Le tour débute avec des affiches indiquant que les Trois Caballeros donnent un concert ce soir. Après un passage auprès d’une pyramide aztèque, une petite musique et des bruits d’animaux se font entendre. On entre ensuite dans un tunnel d’un côté de la pyramide et l’on rencontre Panchito Pistoles et José Carioca, 2 des 3 Caballeros qui cherchent leur troisième compère, qui n'est autre que Donald Duck. Dans la scène suivante, on voit Donald à travers le Mexique et ses deux amis, toujours à sa recherche sur un magic serape (une sorte de tapis volant latino américain).
La scène suivante présente des personnages animatroniques qui dansent et jouent à la pinata. Une fois passé cette scène, on découvre plusieurs scènes avec des mariachis et les trois compères. Pour finir sous un feu d’artifice, on découvre les trois Caballeros en concert.
On peut noter que du trio, Panchito, le leader du groupe est le seul à représenter le Mexique, Donald représentant un personnage des États-Unis et José, du Brésil.

## L'attraction
L'attraction a été conçue comme un mélange entre It's a Small World et Pirates of Caribbean au Mexique. La scène festive finale se déroule dans une reproduction du Paseo de la Reforma de Mexico.
- Nom : Gran Fiesta Tour Starring the Three Caballeros!
- Ouverture : 6 avril 2007
- Capacité des bateaux : 16 passagers
- Débit théorique : 1 656 passagers par heure
- Durée
  - Attraction : 8 min 7 s
  - Croisière : 6 min
- Type d'attraction : croisière scénique
- Situation : 28° 22′ 19″ N, 81° 32′ 48″ O
- Attraction précédente :
  - El Rio del Tiempo (1982 à 2007)